# Tallenay
Tallenay ist eine französische Gemeinde mit 437 Einwohnern (Stand: 1. Januar 2022) im Département Doubs in der Region Bourgogne-Franche-Comté. Sie gehört zum Arrondissement Besançon und ist Mitglied im Gemeindeverband Grand Besançon Métropole. Die Bewohner werden Tallenaysiens und Tallenaysiennes genannt.

## Geographie
Tallenay liegt auf 410 m, etwa acht Kilometer nördlich der Stadt Besançon (Luftlinie). Das Dorf erstreckt sich in einer Talmulde zwischen zwei westlichen Ausläufern der Grande Côte (Forêt de Chailluz), im äußersten Nordwesten des Département Doubs.
Die Fläche des 2,34 km² großen Gemeindegebiets umfasst einen Abschnitt der gewellten Landschaft zwischen den Flussläufen von Doubs im Süden und Ognon im Norden. Der Hauptteil des Gebietes wird von der rund 700 m breiten Talmulde von Tallenay eingenommen, die sich nach Südwesten öffnet, jedoch kein oberirdisches Fließgewässer besitzt. Flankiert wird diese Mulde im Süden von einer Krete der Forêt de Chailluz, im Norden von der Höhe von Châtillon-le-Duc. Nach Osten steigt das Gelände zum Höhenzug der Grande Côte (mit dem Fort de la Dame Blanche) an. Hier wird mit 543 m die höchste Erhebung von Tallenay erreicht.
Nachbargemeinden von Tallenay sind Bonnay im Nordosten, Besançon im Süden sowie Châtillon-le-Duc im Westen.

## Geschichte
Das Gemeindegebiet von Tallenay war schon sehr früh besiedelt, was mit dem Fund von gallorömischen Gräbern (5. Jahrhundert) beim Bau der Straße zum Fort de la Dame Blanche im Jahr 1875 nachgewiesen werden konnte. Erstmals urkundlich erwähnt wird Tallenay 1290 bereits unter dem heutigen Namen. Aus der nachfolgenden Zeit sind Talennay (1307), Thalenay (1328), Villa Tallaniaco (1409) und Thallenay (1580) überliefert. Der Ortsname geht auf den gallorömischen Personennamen Tallenius zurück.
Das Dorf ist jedoch wesentlich älter als seine erste urkundliche Erwähnung. Eine erste Kirche, deren Überreste auf der Krete der Forêt de Chailluz noch sichtbar sind, wurde um 760 gegründet. Im Mittelalter gehörte Tallenay teils zum Kapitel in Besançon, teils zur Herrschaft Châtillon-le-Duc. Das Dorf wurde 1479 beim Einmarsch der Truppen unter König Ludwig XI. und 1639 während des Dreißigjährigen Krieges von Truppen des Herzogs Bernhard von Sachsen-Weimar zerstört. Zusammen mit der Franche-Comté gelangte Tallenay mit dem Frieden von Nimwegen 1678 definitiv an Frankreich.

## Sehenswürdigkeiten

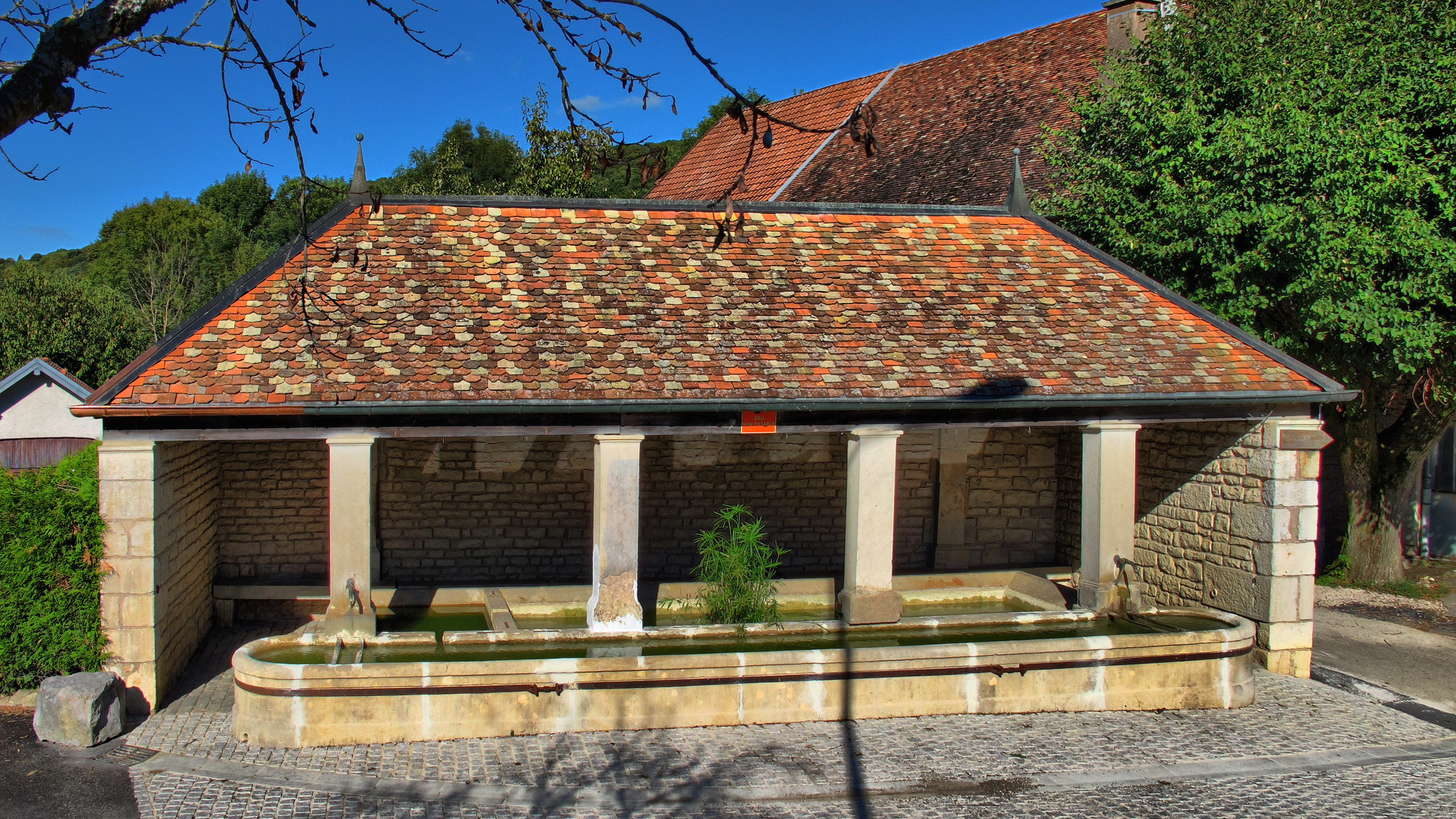
Lavoir in Tallenay

Die Dorfkirche St-Gengoul geht ursprünglich auf das 11. Jahrhundert zurück, wurde aber zu Beginn des 19. Jahrhunderts weitgehend neu erbaut. Sie besitzt die älteste Glocke des Départements, die von 1420 stammt.

## Bevölkerung
| Jahr                       | 1962 | 1968 | 1975 | 1982 | 1990 | 1999 | 2004 | 2016 |
| Einwohner                  | 34   | 35   | 110  | 328  | 384  | 394  | 393  | 409  |
| Quellen: Cassini und INSEE |      |      |      |      |      |      |      |      |

Mit 437 Einwohnern (Stand 1. Januar 2022) gehört Tallenay zu den kleinen Gemeinden des Départements Doubs. Nachdem die Einwohnerzahl in der ersten Hälfte des 20. Jahrhunderts stets im Bereich zwischen 30 und 50 Personen gelegen hatte, wurde insbesondere während der 1970er Jahre ein markantes Bevölkerungswachstum verzeichnet. Seither hat sich die Einwohnerzahl mehr als verzehnfacht.

## Wirtschaft und Infrastruktur
Tallenay war bis weit ins 20. Jahrhundert hinein ein vorwiegend durch die Landwirtschaft (Ackerbau, Obstbau und Viehzucht) und die Forstwirtschaft geprägtes Dorf. Daneben gibt es heute einige Betriebe des lokalen Kleingewerbes. Mittlerweile hat sich das Dorf auch zu einer Wohngemeinde gewandelt. Viele Erwerbstätige sind deshalb Wegpendler, die in der Agglomeration Besançon ihrer Arbeit nachgehen.
Die Ortschaft liegt abseits der größeren Durchgangsstraßen, ist aber trotzdem verkehrstechnisch gut erschlossen. Die Hauptzufahrt erfolgt über Châtillon-le-Duc. Der nächste Anschluss an die Autobahn A36 befindet sich in einer Entfernung von ungefähr fünf Kilometern.